# Лёвиц
Лёвиц (нем. Löwitz) — община в Германии, в земле Мекленбург-Передняя Померания.
Входит в состав района Восточная Передняя Померания. Подчиняется управлению Анклам-Ланд.  Население составляет 449 человек (на 31 декабря 2006 года). Занимает площадь 30,67 км².
Община подразделяется на 4 сельских округа.